# Kinpachi-sensei
San-nen B-gumi Kinpachi-sensei (3年B組金八先生 lit. Kinpachi-sensei de la clase 3B-1?), también conocida simplemente como Kinpachi-sensei, es una longeva y popular serie de drama japonesa. Kinpachi-sensei se centra en la clase de tercer año de una escuela secundaria en Japón y en su maestro, Kinpachi Sakamoto, interpretado por Tetsuya Takeda. La serie discute numerosos temas sociales como la homosexualidad, disforia de género y embarazo psicológico, así como también el acoso escolar —tanto de estudiantes como de profesores—, embarazos adolescentes, suicidio, los hikikomori y la extrema presión de los padres a sus hijos para obtener buenas calificaciones.

## Argumento
Kinpachi Sakamoto, conocido por todos como "Kinpachi-sensei", es un maestro de secundaria en la escuela ficticia Sakura Middle School lleno de energía e idealismo que intenta guiar a sus alumnos a través de una serie de dificultades típicas de la adolescencia o impuestas por la sociedad, así como también a superar tensiones sociales y emocionales. Ofrece un retrato esclarecedor de los problemas que enfrentan los estudiantes de secundaria en la sociedad actual japonesa, de la delincuencia juvenil y el sexo a una crisis general de espíritu. Sin embargo, el mismo Kinpachi deberá enfrentarse a una serie de problemas sociales o personales, ya sea intimidación, el hecho de que su hijo enferme de cáncer y la violencia dirigida contra los profesores. Su popularidad como maestro se debe a su forma franca y abierta de discutir estos problemas.

## Producción
La serie comenzó en 1979, un año en el cual temas como la delincuencia y la violencia en las escuelas japonesas alcanzaron un punto álgido entre el espectro educativo. El personaje de "Kinpachi-sensei", retratado por el excantante Tetsuya Takeda, intenta resolver los problemas de sus alumnos con su carisma, honestidad, humor e ingenio. En un lapso de 32 años, se han producido ocho temporadas.
En 2001, la serie impulsó notablemente la carrera de la actriz y cantante Aya Ueto al retratar a una estudiante con disforia de género, interpretación muy aclamada por la crítica. Por su parte, Kinpachi-sensei intenta enseñar al resto de la clase sobre la identidad de género con el fin de hacer que el personaje de Ueto deje de sentirse constantemente alejado de sus compañeros.
En 2011, el idol Keito Okamoto de Hey! Say! JUMP apareció en el episodio final de la serie interpretando a un delincuente juvenil.

## Reparto

### Temporada 1 (1979-80)
- Kaoru Sugita como Yukino Asai
- Shingo Tsurumi
- Junko Mihara
- Toshihiko Tahara
- Satomi Kobayashi
- Masahiko Kondō

### Temporada 2 (1980-81)
- Kīchi Naoe como Masaru Kato
- Hiroyuki Okita
- Maiko Kawakami

### Temporada 3 (1988)
- Akiko Ura como Yuko Yamada
- Miyabi Kishi como Kimie Mizuno
- Masato Hagiwara
- Katsuyuki Mori

### Temporada 4 (1995-96)
- Rena Komine como Mika Hiroshima
- Mitsunari Hashimoto

### Temporada 5 (1999-2000)
- Shunsuke Kazama como Kenjiro Kanesue
- Ayumi Oka como Chiharu Yasui
- Kazuya Kamenashi

### Temporada 6 (2001-02)
- Aya Ueto como Nao Tsurumoto
- Yoshikazu Tōshin
- Yuika Motokariya
- Airi Taira

### Temporada 7 (2004-05)
- Hikaru Yaotome como Shu Maruyama
- Kōta Yabu como Kōjirō Suzuki
- Taiyō Ayukawa como Takashi Kozuka
- Sayuri Iwata
- Gaku Hamada

### Temporada 8 (2007-08)
- Mayū Kusakari
- Taku Kamei

### Temporada final (2011)
- Keito Okamoto

## En la cultura popular
- En la serie de anime Gintama, hay un segmento que es algunas veces transmitido luego del programa, en el cual Gintoki Sakata retrata a un maestro llamado "Ginpachi-sensei", que enseña en la clase 3-Z.